# هنری لیتلوورت
هنری لیتلوورت (انگلیسی: Henry Littlewort; ۷ ژوئیهٔ ۱۸۸۲ – ۲۱ نوامبر ۱۹۳۴) بازیکن فوتبال اهل بریتانیا بود.
از باشگاه‌هایی که در آن بازی کرده‌است می‌توان به باشگاه فوتبال کریستال پالاس و باشگاه فوتبال گلوسوپ نورث اند اشاره کرد. وی توانسته است به همراه تیم ملی فوتبال پادشاهی متحد به مدال طلا مسابقات فوتبال در بازی‌های المپیک تابستانی ۱۹۱۲ دست پیدا کند.